# Луцький Роман Михайлович
Роман Михайлович Луцький (нар. 20 березня 1986, Боднарів, Калуського району, Івано-Франківської області) — український актор театру та кіно, заслужений артист України (2018). Здобув популярність завдяки зніманню в українській фентезі-стрічці «Сторожова застава» (2017).

## Життєпис
Роман Луцький народився 20 березня 1986 року в селі Боднарів Калуського району Івано-Франківської області. Батько Михайло був фотографом, тож Роман з дитинства під рукою мав плівковий фотоапарат, а у 9-му класі почав знімати весілля та інші заходи у своєму селі.
Після закінчення школи Роман Луцький вступив на режисуру естради та масових видовищ до Інституту мистецтв Прикарпатського національного університету імені Василя Стефаника. До третього курсу він займався всілякими державними святкуваннями та річницями тощо, проте це йому не подобалося. З третього курсу Роман вирішив ходити на заняття до студентів-акторів і за два роки офіційно змінив спеціалізацію. У березні 2006 року зіграв свою першу роль сантехніка та батька трьох дітей у виставі «Шлюб по-італійськи». У 2008 році Луцький закінчив курс заслуженого діяча мистецтв України, професора Анатолія Грицана і народного артиста України Ростислава Держипільського та став актором Івано-Франківського академічного обласного українського музично-драматичного театру імені Івана Франка.
Кар'єра у кіно почалася з двох повних метрів («Брати. Остання сповідь» та «Параджанов»), які вийшли 2023-го року.

## Фільмографія

Луцький у ролі Олешка на майданчику фільму «Сторожова застава», 2015 рік

### Кіно
Як актор
| Рік  | Назва                      | Роль                | Примітки               | Дж.         |
| ---- | -------------------------- | ------------------- | ---------------------- | ----------- |
| 2013 | «Параджанов»               | Ілля (Юрій Іллєнко) |                        | [ 6 ] [ 8 ] |
| 2013 | «Брати. Остання сповідь»   | Молодий Станіслав   |                        | [ 9 ]       |
| 2015 | «Тепер я буду любити тебе» | Макс                |                        | [ 10 ]      |
| 2017 | «Сторожова застава»        | Олешко              |                        | [ 11 ]      |
| 2018 | «Секс і нічого особистого» | Сєрий               |                        | [ 12 ]      |
| 2019 | «Тарас. Повернення»        | Мацей Мостовський   |                        | [ 13 ]      |
| 2019 | «Дорога додому»            | Матвій              | Короткометражний фільм |             |
| 2020 | «Віддана»                  | Петро Сколик        |                        | [ 14 ]      |
| 2020 | «Безславні кріпаки»        | Тарас Шевченко      |                        | [ 15 ]      |
| 2021 | «Відблиск»                 | Сергій              |                        | [ 16 ]      |
| 2024 | «Під вулканом»             | Рома                |                        |             |

Як актор дубляжу
| Рік  | Назва                                  | Роль                  | Примітки                      | Дж. |
| ---- | -------------------------------------- | --------------------- | ----------------------------- | --- |
| 2013 | «Параджанов»                           | Ілля (Юрій Іллєнко)   | Версія з українським дубляжем |     |
| 2018 | «Викрадена принцеса: Руслан і Людмила» | Вартового № 2 (голос) | Версія з українським дубляжем |     |

### Телебачення
| Рік  | Назва               | Роль                 | Примітки              | Дж.    |
| ---- | ------------------- | -------------------- | --------------------- | ------ |
| 2016 | «Століття Якова»    | Молодий Яків         | 4-серійний мінісеріал | [ 17 ] |
| 2018 | «Обручка з рубіном» | Денис Добровольський |                       |        |
| 2019 | «Шістка»            | Офіціант Андрій      |                       | [ 18 ] |

## Театральні роботи

### Ролі у театральних виставах
- Бернар «Оце так Анна!» М. Камолетті (прем'єра ? року)
- Зевс «Енеїда» за мотивами однойменної поеми Івана Котляревського[19] (прем'єра 22 грудня 2014 року)
- Михайло «Солодка Даруся» за мотивами однойменного роману Марії Матіос[20] (прем'єра ? року)
- Принц Артур «Звичайна горошина» (прем'єра ? року)
- Князь Потьомкін «Ніч перед Різдвом» за Миколою Гоголем (прем'єра ? року)
- Назар «Назар Стодоля» Тарас Шевченко[21] (прем'єра ? року)
- Довгопол «Нація» за мотивами однойменного роману Марії Матіос[22] (прем'єра ? року)
- Вершинін «Три сестри» за мотивами однойменної п'єси Антона Чехова[23] (прем'єра ? року)
- Сціпіон «Ігри імператорів» за творами М. Куліша «97», А. Камю «Калігула» та філософськими трактатами Г. Сковороди (прем'єра ? року)
- Батько «По щучому велінню» за Марком Кропивницьким (прем'єра ? року)
- Паріс «Ромео і Джульєтта» Вільям Шекспір[24] (прем'єра ? року)
- Стенлі Поун «Занадто одружений таксист» за Реєм Куні[25] (прем'єра ? року)
- Лукаш «Лісова пісня» Леся Українка (прем'єра ? року)
- Сеньйор Мімо «Заробітчанки або Мамо, повернись…» за новелами з книги Надії Семенкович «На паперті колізею»[26] (прем'єра ? року)
- Стенлі Поуні «Таксист — 2 або Кохання на швидкості» за Реєм Куні[27] (прем'єра ? року)
- Кирило Чев'юк «…майже ніколи не навпаки» за мотивами однойменного роману Марії Матіос[28] (прем'єра ? року)
- Роман Віталієвич, молодий вчений «Шлюха» за п'єсою Володимира Винниченка «Натусь»[29] (прем'єра ? року)
- Батько Оскара «Оскар і Рожева пані» за Еріком-Емануелем Шміттом (прем'єра ? року)
- Богдан Сухоніс, чотар УСС «Шаріка або Кохання січового стрільця»[30] (прем'єра ? року)
- Швейцеркас «Kurazh» за Б. Брехтом (прем'єра ? року)
- Лікар «Далі — тиша» В. Дельмар (прем'єра ? року)
- Тім Олгуді «Театр» М. Фрейн (прем'єра ? року)
- Валер «Тартюф» Ж.-Б.Мольєр (прем'єра ? року)
- Черкес «Маруся Чурай» Ліна Костенко (прем'єра ? року)
- Мікеле «Шлюб по-італійськи» за Едуардо де Філіппо (прем'єра ? року)
- Гамлет «Гамлет, принц данський» за Вільямом Шекспіром[31] (прем'єра 2019 року)[32]

## Нагороди та номінації
- 2018: звання «Заслужений артист України»[33]

| Нагорода                              | Рік  | Категорія              | Робота                   | Результат |
| ------------------------------------- | ---- | ---------------------- | ------------------------ | --------- |
| «Золота дзиґа»                        | 2019 | Найкраща чоловіча роль | Секс і нічого особистого | Номінація |
| «Золота дзиґа»                        | 2023 | Найкраща чоловіча роль | Відблиск                 | Номінація |
| «Кіноколо»                            | 2021 | Найкращий актор        | Безславні кріпаки        | Номінація |
| «Кіноколо»                            | 2022 | Найкращий актор        | Відблиск                 | Номінація |
| «Кіноколо»                            | 2024 | Найкращий актор        | Медовий місяць           | Номінація |
| Міжнародний кінофестиваль у Марракеші | 2024 | Найкраща чоловіча роль | Під вулканом             | Перемога  |